# Shay Patrick Cormac
"Difendere i principi del nostro Ordine e tutto ciò per cui lottiamo. Mai divulgare i nostri segreti ne la vera natura della nostra opera, e farlo fino alla morte a qualunque costo. Questo è il mio nuovo credo. Sono Shay Patrick Cormac, Templare del rito coloniale. Del rito americano. [...] Che il padre della comprensione ci guidi."
―Shay Cormac

Shay Patrick Cormac (New York, 12 settembre 1731 – ?) è un personaggio immaginario protagonista del videogioco Assassin's Creed: Rogue appartenente all'omonima saga.
È uno dei pochi Templari ad essere in possesso dell'Occhio dell'Aquila, abilità esclusiva degli Assassini, nonché l'unico ad essere protagonista di un gioco di Assassin's Creed (ad eccezione di Haytham Kenway nella prima parte di Assassin's Creed III).
Il nome "Shay" significa "falco" in lingua irlandese, mentre il cognome "Cormac" deriva da un misto di gallico e britannico e significa "figlio del corvo".

## Biografia

### Primi anni di vita
Shay Patrick Cormac nacque a New York nel 1731, da una famiglia irlandese proveniente da Dublino. La madre morì durante il parto e pertanto fu cresciuto dalla zia, dato che il padre era spesso impegnato in attività marittime. Nel corso di una visita al padre conobbe un ragazzo di nome Liam O'Brien con cui iniziò una grande amicizia e fu proprio quest'ultimo ad insegnare a Shay come sopravvivere nel quartiere malfamato in cui era cresciuto. 
All'età di otto anni seguì il padre in mare, dove crescendo imparò a destreggiarsi con varie armi. Nel 1747 la nave sulla quale viaggiava fu vittima di una tempesta durante la quale persero la vita molti uomini e suo padre. Successivamente a questa tragedia tornò a New York dove condusse una vita travagliata.

### Vita da Assassino
"Non affondare la lama nella carne innocente. Nasconditi in piena vista. Non compromettere la Confraternita degli Assassini. Sono questi i fondamenti del Credo, quei principi che guidavano la mia vita. Ero un ragazzo allora, la Guerra dei Sette Anni era alle porte. Non avrei mai immaginato ciò che il futuro aveva in serbo per me, ne il prezzo che avrei pagato."
―Shay Patrick Cormac

Nel 1748 Shay incontra nuovamente il suo amico Liam che lo presentò al mentore della Confraternita degli Assassini del ramo coloniale Achille Devenport, che lo reclutò. Shay si trasferì alla tenuta Devenport, dove venne addestrato secondo le tradizioni della Confraternita. 
Nel 1752 insieme all'amico Liam rubò un brigantino alla British Army noto come Morrigan.

#### Ricerca dei Manufatti
Quello stesso anno il leggendario Assassino caraibico, Adewale giunse alla tenuta di Achille e raccontò di come i Templari fossero riusciti a mettere le mani su due Manufatti della Prima Civilizzazione: la scatola dei Precursori e il manoscritto Voynich. Così Achille incaricò Shay e Liam di recuperare i manufatti.
I due scoprirono che i manufatti erano in possesso del politico e Gran Maestro Templare Lawrence Washington, così Shay approfittò di un ricevimento notturno per assassinare di nascosto il Gran Maestro. Quest'ultimo, in punto di morte, gli rivelò di aver affidato i due manufatti ad altri confratelli. 
Shay, per recuperare i due manufatti, si equipaggiò con un fucile ad aria compressa rubato ad un mercantile di Washington e potenziò la sua Morrigan con delle mitragliatrici Puckle ed un rostro rompighiaccio.
Una volta trovato i due manufatti, la scatola venne affidata a Benjamin Franklin che usò l'elettricità per attivare il manufatto aprendo una mappa di templi antichi e, tra i tanti, Shay riconobbe quello di Lisbona. 

#### Terremoto di Lisbona
Dopo questa scoperta, Achille incaricò Shay di viaggiare verso il tempio di Lisbona alla ricerca di eventuali Frutti dell'Eden. Raggiunta la capitale Shay trovò un passaggio segreto verso le rovine del tempio dove tentò di recuperare uno strano manufatto, che si smaterializzò una volta toccato. A causa di questo, la struttura iniziò a scuotere la terra, provocando un grosso terremoto che rase completamente al suolo Lisbona, da cui Shay si salvò in extremis. 
Sconvolto da quanto successo, Shay accusò Achille dell'accaduto, ma il mentore non diede peso alla parole del ragazzo. Durante la notte Shay cercò di rubare il manoscritto Voynich, ma venne scoperto da Achille che cercò di farlo ragionare senza successo. Il confratello traditore tentò di fuggire ed arrivato all'orlo di un dirupo gli Assassini cercano ancora una volta di farlo ragionare, ma nuovamente Shay non si dimostrò propenso a ragionare e per questo uno degli confratelli gli sparò facendolo precipitare. 

### Vita da Templare
Il corpo privo di sensi di Shay fu trovato dal colonnello inglese George Monro che lo affidò alla coppia di anziani Finnegan. Una volta guarito iniziò a lavorare come vigilante contro una banda di estorsori chiaramente facenti parte della Confraternita degli Assassini. Poco dopo Monro si rivela essere un Templare e convince Shay che può migliorare la vita degli altri lavorando insieme. Shay recupera la Morrigan dagli Assassini e accetta di assistere alcuni nuovi alleati, come Christopher Gist e James Cook. 
Nel 1757 la Confraternita mandò il vecchio amico di Shay, Liam, a recuperare il manufatto e assassinare il colonnello Monro. Shay scoprendo i loro intenti cercò di salvarlo, ma arrivò troppo tardi.
Dopo la morte di Monro, Shay viene inserito formalmente dal Gran Maestro Templare, Haytham Kenway nell'Ordine dei Templari. Rendendosi conto che gli Assassini non hanno rinunciato alla ricerca dei manufatti dei Precursori. Shay si convince che siano una minaccia per il mondo si impegna a dare la caccia a tutti i suoi ex Confratelli, aprendo la strada agli inglesi al dominio sulle colonie americane. Tra gli assassini uccisi da Shay ci sono Adewale, Kesegowaase, Hope Jensen, Chavalier de La Verendrye e Liam. 
Dopo aver ucciso Chavalier, Shay scopre che Achille e Liam sono diretti verso un altro tempio della Prima Civilizzazione nel Nord Artico. Shay parte con il Gran Maestro Haytham Kenway raggiungendo i due Assassini. Dopo essere penetrati nella camera principale delle rovine, i due Templari videro Achille e Liam davanti al manufatto che reggeva la terra; gli Assassini si erano appena accorti che quanto detto da Shay anni prima era vero, ma Liam accecato dalla rabbia cercò di sparare a Shay; il colpo venne deviato da Achille che urtò il manufatto causando un sisma. Haytham inseguì Achille mentre Shay partì all'inseguimento dell'ex amico. Quest'ultimi durante l'inseguimento caddero da una scogliera; Shay sopravvive dando un ultimo saluto a Liam e recuperando il manufatto. Nel frattempo il Gran Maestro tiene sotto scacco il Mentore degli Assassine e mentre è in procinto di ucciderlo, Shay convince Haytham a risparmiarlo; come avvertimento venne comunque sparato ad una gamba.

Dopo la morte di Liam e la sconfitta di Achille, i Templari decretano la sconfitta della Confraternita del Ramo Coloniale garantendo il totale controllo sulle colonie americane. Il Gran Maestro Templare diede una nuova missione a Shay: recuperare la scatola dei Precursori andata persa. 

Charles: Connor e i suoi Assassini... la rivoluzione americana ha fermato voi Templari!
Shay: Allora forse faremo una rivoluzione anche noi.
―Le ultime parole fra Charles e Shay

Il giovane templare passò anni alla ricerca del manufatto, ma alla fine lo rintracciò nel Regno di Francia, in possesso di Charles Dorian: un Assassino. Nel 1776, Shay riuscì ad accompagnare lo scienziato Benjamin Franklin che era stato invitato a Versailles in qualità di ambasciatore coloniale. Il 27 Dicembre di quell'anno Shay assassinò Dorian recuperando la scatola.

## Personalità
Shay è sempre stato una persona molto sfacciata e libertina, molto autonoma e sicura del suo ingegno. 
Più volte mise in dubbio il Credo degli Assassini e in altre occasioni fu riluttante nell'eliminare alcuni bersagli non in grado di potersi difendere. Queste titubanze raggiunsero l'apice dopo gli eventi di Lisbona. Questo avvenimento lo scosse parecchio e si sentì responsabile per tutte le morti causate dalla scossa. Da quel giorno divenne molto iracondo nei confronti di Achille Devenport. 
Con i Templari Shay maturò e divenne fedele ai loro progetti e ai loro ideali. Durante la caccia a suoi vecchi amici provò molti rimorsi avendo spesso un senso di pietà.

## Stile di combattimento e abilità
Shay si è specializzato nell'uso di spada e pugnale, doppie pistole, fucile ad aria compressa, lama celata, dardo da corda e bombe fumogene. 
Gli anni passati in mare l'hanno reso un grande comandante capace di affrontare numerose guerre navali.
Gli anni passati con gli Assassini gli hanno permesso di diventare impeccabile nella corsa acrobatica, nel Salto Della Fede e nel passare inosservato in qualsiasi circostanza.